# Lijst van rijksmonumenten in 's Gravenmoer
De plaats 's Gravenmoer telt 22 monumenten in het rijksmonumentenregister. Hieronder een overzicht.
| Object | Oorspronkelijke functie?  | Bouwjaar               | Architect | Locatie          | Coördinaten?                  | Nr.?   | Afbeelding |
| --- | ------------------------- | ---------------------- | --------- | ---------------- | ----------------------------- | ------ | --- |
| Nederlands Hervormde Pastorie | Woonhuis                  | ca. 1800               |           | Hoofdstraat 2    | 51° 39' 28" NB, 4° 56' 25" OL | 18140  | Meer afbeeldingen |
| Boerderij onder met riet gedekt zadeldak, dat aan de voorzijde aansluit tegen een hoge puntgevel met vlechtingen. Vensters met luiken en zesruitsschuiframen                                                                        | Boerderij                 | 18e eeuw               |           | Hoofdstraat 5    | 51° 39' 28" NB, 4° 56' 27" OL | 18141  | Boerderij onder met riet gedekt zadeldak, dat aan de voorzijde aansluit tegen een hoge puntgevel met vlechtingen. Vensters met luiken en zesruitsschuiframen                                                                        |
| Pand onder met pannen gedekt wolfdak. Vensters met luiken en zes- en negenruitsschuiframen | Woonhuis                  | eerste helft 19e eeuw  |           | Hoofdstraat 7    | 51° 39' 27" NB, 4° 56' 27" OL | 18142  | Pand onder met pannen gedekt wolfdak. Vensters met luiken en zes- en negenruitsschuiframen |
| Boerderij van het Langstraatse type | Boerderij                 | 1686                   |           | Hoofdstraat 16   | 51° 39' 24" NB, 4° 56' 27" OL | 18143  | Boerderij van het Langstraatse type |
| Huis Vredelust | Boerderij                 | ca. 1800               |           | Hoofdstraat 50   | 51° 39' 15" NB, 4° 56' 26" OL | 18144  | Meer afbeeldingen |
| Gepleisterde hoeve met puntgevel en rieten zadeldak. Stal van gepotdekselde houten delen achter het woonhuis onder hetzelfde dak. Vensters met zes- en 20-ruitsschuiframen en luiken. In de geveltop een leeuwekopje als kraagsteen | Boerderij                 | 18e eeuw               |           | Hoofdstraat 65   | 51° 39' 8" NB, 4° 56' 30" OL  | 18145  | Gepleisterde hoeve met puntgevel en rieten zadeldak. Stal van gepotdekselde houten delen achter het woonhuis onder hetzelfde dak. Vensters met zes- en 20-ruitsschuiframen en luiken. In de geveltop een leeuwekopje als kraagsteen |
| Boerderij in baksteen van het langstraatse type | Boerderij                 | laatste helft 17e eeuw |           | Hoofdstraat 72   | 51° 38' 59" NB, 4° 56' 31" OL | 18146  | Meer afbeeldingen |
| Huis onder met pannen belegd zadeldak tussen topgevels waarvan de korte voorgevel met een getrapte top; zesdelige schuiframen; ingang met pilasters en kroonlijst. Lelie-ankers                                                     | Woonhuis                  | begin 19e eeuw         |           | Kerkdijk 1       | 51° 39' 29" NB, 4° 56' 25" OL | 18147  | Huis onder met pannen belegd zadeldak tussen topgevels waarvan de korte voorgevel met een getrapte top; zesdelige schuiframen; ingang met pilasters en kroonlijst. Lelie-ankers                                                     |
| Martinuskerk | Kerk en kerkonderdeel     | 15e eeuw               |           | Kerkdijk 15      | 51° 39' 29" NB, 4° 56' 19" OL | 18148  | Meer afbeeldingen |
| Boerderij van het langgeveltype onder zadeldak met wolfeind aan de achterzijde, gedekt met pannen | Boerderij                 | 18e eeuw               |           | Vaartweg 2       | 51° 39' 33" NB, 4° 57' 16" OL | 18149  | Meer afbeeldingen |
| Boerderij met gedeeltelijk terugspringende voorgevel en met riet gedekt wolfdak. Vensters met zes- en twaalfruitsschuiframen, opkamer met vierruitsraam                                                                             | Boerderij                 | begin 18e eeuw         |           | Vaartweg 6       | 51° 39' 32" NB, 4° 57' 17" OL | 18150  | Meer afbeeldingen |
| Boerderij van het Langstraatse dwarsdeeltype; het woonhuis tussen topgevels, waarvan de voorste met trappen bekroond; zesdelige schuiframen met luiken; sieranker in de top                                                         | Boerderij                 | 1664                   |           | Waspikseweg 15   | 51° 39' 37" NB, 4° 57' 15" OL | 18152  | Meer afbeeldingen |
| Langgerekte boerderij | Boerderij                 | 1884                   |           | Vaartweg 57      | 51° 39' 7" NB, 4° 57' 25" OL  | 517187 | Upload foto |
| Vrijstaande bakhuis met rechthoekige plattegrond ligt zuidelijk van de boerderij | Boerderij                 |                        |           | Vaartweg 57      | 51° 39' 7" NB, 4° 57' 25" OL  | 517188 | Upload foto |
| Gemeentehuis 's-Gravenmoer | Bestuursgebouw en onderdl | 1909                   |           | Hoofdstraat 8    | 51° 39' 26" NB, 4° 56' 25" OL | 517225 | Meer afbeeldingen |
| Lisboa | Boerderij                 | 1872                   |           | Hoofdstraat 20   | 51° 39' 21" NB, 4° 56' 25" OL | 517226 | Lisboa |
| Villa in Eclectische stijl met Chalêtachtige stijlkenmerken | Woonhuis                  | eerste kwart 20e eeuw  |           | Hoofdstraat 62   | 51° 39' 7" NB, 4° 56' 28" OL  | 517227 | Villa in Eclectische stijl met Chalêtachtige stijlkenmerken |
| Voormalig beurtschippers-woonhuis met bedrijfsruimte opgetrokken in Ambachtelijk-Traditionele stijl | Woonhuis                  | 1868                   |           | Molendijk 62     | 51° 39' 30" NB, 4° 56' 43" OL | 517228 | Voormalig beurtschippers-woonhuis met bedrijfsruimte opgetrokken in Ambachtelijk-Traditionele stijl |
| Woonhuis | Woonhuis                  | 1900                   |           | Molendijk 53     | 51° 39' 31" NB, 4° 56' 46" OL | 517229 | Woonhuis |
| Voormalige Christelijk Gereformeerde Kerk, nu woonhuis | Kerk en kerkonderdeel     | 1900-1923              |           | Waspikseweg 5    | 51° 39' 34" NB, 4° 57' 15" OL | 517230 | Voormalige Christelijk Gereformeerde Kerk, nu woonhuis |
| Voormalige boerderij opgetrokken in Ambachtelijk-Traditionele stijl, nu woonhuis | Boerderij                 | midden 19e eeuw        |           | Waspikseweg 8    | 51° 39' 36" NB, 4° 57' 17" OL | 517231 | Voormalige boerderij opgetrokken in Ambachtelijk-Traditionele stijl, nu woonhuis |
| Voormalige dubbele fundatiewoning | Woonhuis                  | 1899                   |           | Wilhelminalaan13 | 51° 39' 4" NB, 4° 56' 20" OL  | 517232 | Voormalige dubbele fundatiewoning |